# Isopterygium cratericola
Isopterygium cratericola är en bladmossart som beskrevs av Fleischer 1923. Isopterygium cratericola ingår i släktet Isopterygium och familjen Hypnaceae. Inga underarter finns listade i Catalogue of Life.